# Бурнашети (Цалкский муниципалитет)
Бурнашети (груз. ბურნაშეთი) — село в Грузии, на территории Цалкского муниципалитета края (мхаре) Квемо-Картли.

## География
Село находится в юго-восточной части Грузии, на расстоянии приблизительно 20 километров (по прямой) к западо-северо-западу от города Цалка, административного центра муниципалитета. Абсолютная высота — 1672 метра над уровнем моря.

## Население
По результатам официальной переписи населения 2014 года в Бурнашети проживало 305 человек (156 мужчин и 149 женщин). В национальной структуре населения армяне составляли 100 %.
| Год  | Население, человек |
| ---- | ------------------ |
| 2002 | 468                |
| 2014 | ↘ 305              |